# 酒井通子
酒井 通子（さかい みちこ、1933年〈昭和8年〉9月4日 - ）は、日本の旧皇族。久邇宮朝融王と同妃知子女王の第3王女子。旧名、通子女王（みちこじょおう）。皇籍離脱前の身位は女王で、皇室典範における敬称は殿下。今上天皇の従伯母にあたる。

## 略歴
1933年（昭和8年）9月4日、久邇宮朝融王と同妃知子女王の第3王女子として誕生。御七夜の9月10日に「通子」と命名された。1947年（昭和22年）10月14日、皇室典範第11条1項により、皇籍離脱。皇籍離脱後は、「久邇 通子（くに みちこ）」と名乗った。その後は、大協石油（現・コスモ石油）に勤務。学習院大学時代の同級生だった永岡義久と結婚するも4年で離婚。その後、酒井省吾と知り合い結婚。一連の結婚は"駆け落ち婚"と巷間を賑わせたが、河原敏明著『昭和の皇室を揺るがせた女たち』の中で、「人間の幸福が、金や権力だけにあるなら、上流階級の人たちは、皆、幸福いっぱいのはずですが、現実はむしろ逆。私は贅沢したいと思わないから、夫との平和で精神にも満ちた生活は、最高の幸福です。心から満足しています」と述べている。

## 栄典
- 1940年（昭和15年）8月15日 - 紀元二千六百年祝典記念章[5]

## 血縁
- 父：久邇宮朝融王
- 母：朝融王妃知子女王
- 兄弟：正子女王 - 朝子女王 - 邦昭王 - 通子女王 - 英子女王 - 朝建王 - 典子女王 - 朝宏王
- 叔母：香淳皇后
- 従弟：明仁
- 従甥：徳仁